# Modo Hockey 2009/2010
Modo Hockey 2009/2010 var Modo Hockey:s 34:e säsong i Elitserien i ishockey.
Modo missade slutspel för andra säsongen i rad efter förlust borta mot Södertälje med 3-2, trots en match kvar att spela. Sista matchen spelades hemma den 13 mars 2010 mot Rögle. Den matchen vann de med 4–2.

## Silly Season
- Den 23 september 2009 fick Peter "Foppa" Forsberg en veckas tryout-kontrakt.[1]

## Ordinarie säsong

### Ställning
| Nr | Lag                | S  | V  | O  | F  | ÖV | ÖF | GM  | IM  | MS  | P  |
| -- | ------------------ | -- | -- | -- | -- | -- | -- | --- | --- | --- | -- |
| 1  | HV71               | 55 | 25 | 14 | 16 | 6  | 8  | 188 | 155 | +33 | 95 |
| 2  | Djurgårdens IF     | 55 | 26 | 12 | 17 | 2  | 10 | 161 | 130 | +31 | 92 |
| 3  | Linköpings HC      | 55 | 27 | 8  | 20 | 3  | 5  | 163 | 139 | +24 | 92 |
| 4  | Skellefteå AIK     | 55 | 26 | 9  | 20 | 1  | 8  | 146 | 141 | +5  | 88 |
| 5  | Färjestads BK (RM) | 55 | 25 | 10 | 20 | 2  | 8  | 132 | 144 | −12 | 87 |
| 6  | Brynäs IF          | 55 | 20 | 18 | 17 | 6  | 12 | 144 | 124 | +20 | 84 |
| 7  | Frölunda HC        | 55 | 22 | 11 | 22 | 1  | 10 | 155 | 156 | −1  | 78 |
| 8  | Timrå IK           | 55 | 18 | 18 | 19 | 3  | 15 | 138 | 150 | −12 | 75 |
| 9  | Modo               | 55 | 16 | 19 | 20 | 7  | 12 | 161 | 150 | +11 | 74 |
| 10 | Luleå HF           | 55 | 19 | 13 | 23 | 4  | 9  | 139 | 143 | −4  | 74 |
| 11 | Södertälje SK      | 55 | 14 | 14 | 27 | 7  | 7  | 131 | 176 | −45 | 63 |
| 12 | Rögle BK           | 55 | 13 | 12 | 30 | 4  | 8  | 125 | 175 | −50 | 55 |

Tabelldata är hämtade från Svenska Ishockeyförbundet.

## Spelarstatistik

### Utespelare
Notera: GP = Spelade matcher; G = Mål; A = Assist; Pts = Poäng; +/- = Plus/Minus; PIM = Utvisningsminuter
Ordinarie säsong
| Spelare               | GP | G  | A  | Pts | +/- | PIM |
| --------------------- | -- | -- | -- | --- | --- | --- |
| Mats Zuccarello Aasen | 23 | 11 | 16 | 27  | 0   | 18  |
| Per-Åge Skröder       | 23 | 7  | 10 | 17  | 0   | 29  |
| Per Svartvadet        | 23 | 4  | 9  | 13  | 5   | 14  |
| Peter Forsberg        | 6  | 6  | 6  | 12  | 7   | 16  |
| Hannu Pikkarainen     | 18 | 2  | 10 | 12  | 8   | 12  |
| Josh Green            | 19 | 7  | 4  | 11  | 0   | 16  |
| Magnus Häggström      | 23 | 6  | 2  | 8   | -2  | 4   |
| Daniel Sondell        | 22 | 2  | 5  | 7   | -5  | 10  |
| Mattias Timander      | 19 | 2  | 5  | 7   | -3  | 22  |
| Morten Madsen         | 13 | 2  | 4  | 6   | 4   | 6   |

### Målvakter
Notera: GP = Spelade matcher; W = Vinst; L = Förlust; T = Oavgjort; OTW = Övertidsvinst; OTL = Övertidsförlust; GA = Insläppta mål; SO = Hållit nollan; Sv% = Räddningsprocent; GAA = Insläppta mål i genomsnitt
Ordinarie säsong
| Spelare          | GP | W | L | T | OTW | OTL | GA | SO | Sv%   | GAA  |
| ---------------- | -- | - | - | - | --- | --- | -- | -- | ----- | ---- |
| Niklas Svedberg  | 21 | ? | ? | ? | ?   | ?   | 37 | 1  | 90.54 | 2.44 |
| Roman Malek      | 20 | ? | ? | ? | ?   | ?   | 19 | 0  | 88.27 | 3.59 |
| Michal Zajkowski | 4  | ? | ? | ? | ?   | ?   | 6  | 0  | 93.02 | 2.13 |

## Transaktioner
| Nyförvärv till Modo | Nyförvärv till Modo | Nyförvärv till Modo |
| ------------------- | ------------------- | ------------------- |
| Spelare             | Tidigare klubb      | Kontrakterad        |
| Eddie Larsson       | Modo Hockey ungdom  | ? år                |
| Morten Madsen       | Houston Aeros       | ? år                |
| Peter Forsberg      | -                   | 1 år                |
| Markus Näslund      | -                   | 1 år                |
| Dan Hinote          | St. Louis Blues     | 1 år                |

| Lämnar Modo     | Lämnar Modo         |
| --------------- | ------------------- |
| Spelare         | Nytt lag            |
| Fredrik Warg    | Skellefteå AIK      |
| Victor Hedman   | Tampa Bay Lightning |
| Josef Hrabal    | HC Trinec           |
| Sami Torkki     | -                   |
| Ville Snellman  | Ilves               |
| Mikko Kurvinen  | HIFK                |
| Jeff Ulmer      | Frankfurt Lions     |
| Tobias Forsberg | Västerås IK         |
| Pierre Hedin    | ERC Ingolstadt      |
| Tommy Wargh     | Molot-Prikamie Perm |
| Mike Morrison   | Florida Everdays    |

| Lämnar Modo under säsongen | Lämnar Modo under säsongen | Lämnar Modo under säsongen |
| -------------------------- | -------------------------- | -------------------------- |
| Spelare                    | Nytt lag                   | Datum                      |
| Patrik Yetman              | Västerås IK                | 20 november                |

## Laguppställning
Uppdaterad 27 januari, 2010. 

| Nr | Nat       | Spelare                        | Pos | S/H | Ålder | Värvad | Födelseort                   |
| -- | --------- | ------------------------------ | --- | --- | ----- | ------ | ---------------------------- |
| 1  | Sverige   | Niklas Svedberg                | M   | L   | 35    |        | Sollentuna, Stockholm        |
| 45 | Tjeckien  | Roman Malek                    | M   | L   | 47    |        | Prag, Tjeckien               |
| 30 | Sverige   | Michael Zajkowski              | M   | L   | 41    |        | Łódź, Polen                  |
| 47 | Norge     | Alexander Bonsaksen            | B   | L   | 38    |        | Oslo, Norge                  |
| 18 | Sverige   | Per Hållberg                   | B   | L   | 46    |        | Örnsköldsvik, Västernorrland |
| 5  | Sverige   | Hans Jonsson (ishockeyspelare) | B   | L   | 51    |        | Örnsköldsvik, Västernorrland |
| 53 | Sverige   | Eddie Larsson                  | B   | L   | 34    |        | Mariestad, Västra Götaland   |
| 4  | Tjeckien  | Tomas Mojzis                   | B   | L   | 42    |        | Kolín, Tjeckien              |
| 48 | Finland   | Hannu Pikkarainen              | B   | L   | 41    |        | Helsingfors, Finland         |
| 44 | Sverige   | Daniel Sondell                 | B   | L   | 41    |        | Umeå, Västerbotten           |
| 80 | Finland   | Samuli Suhonen                 | B   | L   | 45    |        | Kuopio, Finland              |
| 7  | Sverige   | Mattias Timander (A)           | B   | L   | 50    |        | Sollefteå, Västernorrland    |
| 2  | Sverige   | Jens Westin                    | B   | L   | 35    |        | Kramfors, Västernorrland     |
| 11 | Sverige   | Thomas Enström                 | RW  | R   | 36    |        | Örnsköldsvik, Västernorrland |
| 26 | Norge     | Kristian Forsberg              | RW  | R   | 38    |        | Oslo, Norge                  |
| 21 | Sverige   | Peter Forsberg                 | C   | L   | 51    |        | Örnsköldsvik, Västernorrland |
| 27 | Kanada    | Josh Green                     | LW  | L   | 47    |        | Camrose, Kanada              |
| 58 | USA       | Dan Hinote                     | RW  | R   | 48    |        | Leesburg, FL, USA            |
| 29 | Sverige   | Andreas Molinder               | C   | L   | 38    |        | Sollefteå, Västernorrland    |
| 6  | Sverige   | Magnus Häggström               | RW  | R   | 38    |        | Örnsköldsvik, Västernorrland |
| 17 | Danmark   | Morten Madsen                  | RW  | L   | 38    |        | Rødovre, Danmark             |
| 19 | Sverige   | Markus Näslund                 | LW  | L   | 51    |        | Örnsköldsvik, Västernorrland |
| 15 | Sverige   | Andreas Salomonsson            | LW  | L   | 51    |        | Örnsköldsvik, Västernorrland |
| 10 | Norge     | Per-Åge Skröder                | LW  | L   | 46    |        | Sarpsborg, Norge             |
| 20 | Sverige   | Oscar Steen                    | C   | L   | 42    |        | Stockholm                    |
| 24 | Sverige   | Niklas Sundström (A)           | C   | L   | 49    |        | Örnsköldsvik, Västernorrland |
| 39 | Sverige   | Per Svartvadet (C)             | C   | L   | 49    |        | Sollefteå, Västernorrland    |
| 13 | Finland   | Marco Toukko                   | LW  | L   | 45    |        | Reso, Finland                |
| 39 | Norge     | Mats Zuccarello Aasen          | RW  | L   | 37    |        | Oslo, Norge                  |

### Vanligaste startfemman
| Land    | Nr | Pos. | Namn                  |
| ------- | -- | ---- | --------------------- |
| Sverige | 1  | MV   | Niklas Svedberg       |
| Sverige | 18 | VB   | Per Hållberg          |
| Sverige | 7  | HB   | Mattias Timander      |
| Norge   | 10 | VY   | Per-Åge Skröder       |
| Norge   | 26 | C    | Kristian Forsberg     |
| Norge   | 36 | HY   | Mats Zuccarello Aasen |

Senast uppdaterad: 23 november 2009

## NHL-draft
Följande Modo-spelare blev valda i NHL Entry Draft 2010.
| Runda | Nr | Spelare | Position | Nationalitet | NHL-lag |
| ----- | -- | ------- | -------- | ------------ | ------- |